# StEG I 133–145
Die StEG I 133–145 waren 13 Engerth-Lokomotiven der Staats-Eisenbahn-Gesellschaft (StEG), einer privaten Eisenbahngesellschaft Österreich-Ungarns.
Diese Lokomotiven wurden von der eigenen Lokomotivfabrik der StEG 1856 geliefert. Die Maschinen hatten Innenrahmen, innen liegende Zylinder und innen liegende Steuerung. Außerdem hatten sie Voluttragfedern System Baillie. Von den Dimensionen der Treibräder her waren sie reine Personenzuglokomotiven. Außer den Betriebsnummern 133–145 erhielten sie auch die Namen BALATON, SOPRON, VÁRASD, TÓT-MEGYER, TÁRDOSKED, STEINBRÜCK, NAGY-KIKINDA, BLOCKSBERG, BAZIAS, KOMLÓS, MOKRIN, HERMANNSTADT und SCHÄFSBURG.
Ab 1873 erhielten sie die Betriebsnummern 32–44 und gehörten der Kategorie IVg an. 1891 kamen sie anlässlich der Verstaatlichung der ungarischen Strecken der StEG zur MÁV, die den noch vorhandenen elf Stück die Bezeichnung TIIb 1351–1361 gab. Ab 1911 bildeten sie dann die MÁV-Baureihe 269. Sie wurden bis 1912 ausgemustert.